# سیارک ۱۳۴۰۶
سیارک ۱۳۴۰۶ (به انگلیسی: 13406 Sekora، نامگذاری:1999TA4) سیزده هزار و چهارصد و ششمین سیارک کشف شده‌است که در ۲ اکتبر ۱۹۹۹ کشف شد.
قدر مطلق سیارک برابر ۱۳٫۴۰ است.